# Önskningar och drömmar
Önskningar och drömmar (originaltitel: Summer Wishes, Winter Dreams) är en amerikansk dramafilm från 1973 i regi av Gilbert Cates. Den hade världspremiär i New York den 21 oktober 1973 och svensk premiär på Cinema i Stockholm den 4 september 1974. Den svenska åldersgränsen är 15 år.
Filmen var Oscarsnominerad 1974 i kategorierna bästa kvinnliga huvudroll (Joanne Woodward) och bästa kvinnliga biroll (Sylvia Sidney), med blev utan pris. Vid BAFTA-galan 1975 vann Woodward däremot pris i kategorin bästa kvinnliga huvudroll.

## Handling
Rita (spelad av Joanne Woodward) är en deprimerad medelålders New York-bo som plågas av mardrömmar. När hon drömmer trevliga drömmar handlar de om barndomen på familjegården. De får henne att tänka på hur livet hade blivit med den äldre pojken hon var förälskad i när hon var tolv och ett halvt år gammal.
Rita bråkar ständigt med sin mamma (Sylvia Sidney), syster Betty (Tresa Hughes) och vuxna dotter Anna (Dori Brenner). Hon tar även avstånd från sin son Bobby (Ron Richards) eftersom han är homosexuell. När modern plötsligt dör är nervkollapsen nära, speciellt när familjen överväger att sälja gården som hon trots allt vill överlåta till sonen. Ritas man Harry (Martin Balsam) tror att en resa till Europa är det bästa sättet att hjälpa henne, då hon samtidig kan besöka sonen som bor i Amsterdam och han själv kan besöka Bastogne för första gången sedan han tjänstgjorde där under andra världskriget.

## Rollista
- Joanne Woodward - Rita Walden
- Martin Balsam - Harry Walden
- Sylvia Sidney - Mrs. Pritchett
- Tresa Hughes - Betty Goody
- Dori Brenner - Anna
- Ron Richards - Bobby Walden
- Win Forman - Fred Goody
- Peter Marklin - Joel
- Nancy Andrews - Mrs. Hungerford
- Minerva Pious - kvinna på teatern
- Sol Frieder - man på teatern
- Helen Ludlam - mormor
- Grant Code - morfar
- Gaetano Lisi - student på teatern
- Lee Jackson - Carl
- Charlotte Oberley - servitris
- John Scott - äldre man
- Jane Hilary - brittisk försäljerska
- Dennis Wayne - Bobbys vän
- Trent Gough - flygplanspassagerare
- Jay Rasumny - flygplanspassagerare

## Produktion
Filmen är inspelad i Bastogne, Berkshire, London och New York.

## Utmärkelser
- 1973 - NBR Award - bästa kvinnliga biroll, Sylvia Sidney
- 1974 - NYFCC Award - bästa kvinnliga skådespelare, Joanne Woodward
- 1975 - BAFTA Film Award - bästa kvinnliga skådespelare, Joanne Woodward
- 1975 - KCFCC Award - bästa kvinnliga skådespelare, Joanne Woodward
- 1975 - KCFCC Award - bästa kvinnliga biroll, Sylvia Sidney